# Euplexaura reticulata
Euplexaura reticulata är en korallart som beskrevs av Nutting 1910. Euplexaura reticulata ingår i släktet Euplexaura och familjen Plexauridae. Inga underarter finns listade i Catalogue of Life.